# Xenocanthus singularis
Xenocanthus singularis är en skalbaggsart som beskrevs av Henry Fuller Howden och Gill 1988. Xenocanthus singularis ingår i släktet Xenocanthus och familjen Hybosoridae. Inga underarter finns listade i Catalogue of Life.